# Acroceras tonkinense
Acroceras tonkinense là một loài thực vật có hoa trong họ Hòa thảo. Loài này được (Balansa) C.E.Hubb. ex Bor mô tả khoa học đầu tiên năm 1938.